# Josef V. Pokorný
Josef Václav/Vlastislav Pokorný v matrice Joseph Pokorny (15. března 1842 Kutná Hora – 2. února 1933 tamtéž), byl český vlastenecký básník, dramatik, spisovatel, profesí švec.

## Životopis
Rodiče Josefa byli Mathias Pokorny a Josepha Mischkowska. Za manželku měl Aloisii Kačerovou (1848), svatba 8. listopadu 1869. Ve svém rodném městě se vyučil ševcem (obuvníkem), krátce byl písařem v advokátní kanceláři a nakonec i správcem městského sirotčince.

## Literární práce
Jeho básně měly motivy milostné a také satirické, vůči politice a náboženství. Uveřejňoval je zprvu v místních časopisech Tyl a Luk, pak do pražského Sládkova Lumíra. Výbor několika básní vydal knižně.
Psal též povídky, dramata a slova k písním. Používal mnoho různých pseudonymů: Eneáš Puklík Kapihorský, Damian Ďoubalík, Josef ze Stoupy, J. V. Pikulík, J. V. P. Pikulík, Pepi Kulík, Pikulík.

### Verše
- S troškou do mlýna: písně – Chotěboř: Karel Veselý, 1890
- Padavky: epigramické verše slabé a slabší – Chotěboř: Karel Veselý, 1891
- Eneáš Puklík Kapihorský. Veselá historie o výpravě křižácké do Čech [zkonfiskována] – Chotěboř: Karel Veselý, 1901

### Drama
- Nadarmo: obraz skutečného děje v roku 1848 – Kutná Hora: vlastním nákladem, 1919
- Na Horách Kutných – Hutná Hora: Karel Šolc
- Dědictví: vesnická povídka o třech jednáních – Kutná Hora: Pěvecký spolek Tyl, 1930

### Hudebniny (slova)
- Kde ruka pilná. Můj milý stromečku: písně pro školní mládež – Jan Jandera. Kutná Hora, Karel Šolc
- Proč vás to matičko: píseň pro 1 hlas s průvodem klavíru – František Jiří Mach. Praha: K. J. Barvitius, 1916
- Vzali jí milého: op. 19: mužský čtverozpěv – Josef Beneš. Praha: Pěvecká Obec Československá, 1921
- Moje píseň: pro smíšený sbor – Jindřich Ferenc. Praha: by Edition Sádlo, 1932

### Spisy
- Bursa, čtenářský a vzdělávací spolek kutnohorský – Kutná Hora: Karel Šolc, 1900
- O pokladu Roziny Ruthardovy: kutnohorská pověst – Kutná Hora: Jindřich Hanzl, 1930